# الکساندر ولکوف
الکساندر ولکوف (انگلیسی: Alexander Volkov؛ زادهٔ ۲۴ اکتبر ۱۹۸۸) ورزشکار هنرهای رزمی ترکیبی کاراته‌کا اهل روسیه است. وی از سال ۲۰۰۹ میلادی تاکنون مشغول فعالیت بوده‌است.
او در حال حاضر در بخش سنگین وزن مسابقات قهرمانی مبارزه نهایی (سازمان یواف‌سی) رقابت می‌کند. ولکوف که از سال ۲۰۰۹ به صورت حرفه‌ای فعالیت می‌کند، پیش از این در مسابقات ام-۱ گلوبال و همچنین بلاتور ام‌ام‌ای شرکت کرده بود. او قهرمان سابق سنگین وزن در هر دو مسابقات است. در تاریخ ۲۴ ژوئن ۲۰۲۵، او در رتبه دوم رده‌بندی سنگین وزن یواف‌سی قرار دارد.